# Boesenbergia violacea
Boesenbergia violacea là một loài thực vật có hoa trong họ Gừng. Loài này được K.Larsen & Triboun mô tả khoa học đầu tiên năm 2002 dưới danh pháp Caulokaempferia violacea. Năm 2014, Mood & L.M.Prince chuyển nó sang chi Boesenbergia.